# Gloria V. Casañas
Gloria V. Casañas (Buenos Aires, 22 de agosto de 1964) es una escritora argentina de ficción histórica y novelas románticas. 

## Trayectoria
Estudió abogacía en la Universidad de Buenos Aires y, en paralelo a su carrera literaria, es docente universitaria de la asignatura Historia del Derecho.
Aunque confiesa haber escrito toda su vida, su primera novela publicada fue En las alas de la seducción, en 2008. Luego, le siguió La maestra de la laguna (2010), que se convirtió inmediatamente en un éxito de ventas y la llevó a la notoriedad entre los fanáticos del género. El libro cuenta la historia de Elizabeth O'Connor, una maestra de Boston que es reclutada por Domingo Faustino Sarmiento para brindar educación primaria a indios y blancos en las áridas llanuras de Argentina. El éxito de la novela hizo que fuera invitada a dar una serie de cursos sobre literatura latinoamericana contemporánea del Cono Sur para el Departamento de Idiomas del Mundo de la Universidad Estatal de Framingham, Massachusetts, durante el otoño de 2014.
Sus siguientes novelas publicadas incluyen Yporâ (2011), ambientada durante la Guerra de Paraguay (obra con la que ganó el Premio del Lector en la 38.º Feria Internacional del Libro de Buenos Aires), El Ángel Roto (2012), La canción del mar (2013),Por el sendero de las Lágrimas (2014)-sobre los desplazamientos forzados de la nación cherokee por parte del gobierno de Estados Unidos entre 1830 y 1850-, La salvaje de Boston (2016), La mirada del puma (2018), En el huerto de las Mujercitas (2019) y Corazón de amazonita (2021). Publicó una trilogía de historias de Navidad, compuesta por los libros Noche de Luna Larga (2016), Luna Quebrada (2017) y Sombras en la luna (2018).  
Su obra En el huerto de las Mujercitas (2019) es fruto de un viaje personal de la autoraa Concord, en Massachusetts, donde buceó en la biografía y el entorno en el que vivió y escribió Louisa May Alcott, célebre autora de sagas juveniles. Por ese trabajo, fue invitada a escribir el prólogo de la reedición en español de la clásica novela Mujercitas, por Plaza & Janés (2019).
Casañas participó también con sus cuentos en las antologías Ay, amor (2014),Ay, pasión (2020)y Ay, pecados (2022), publicadas por el grupo editorial Penguin Random House. Desde 2017 hasta 2021 escribió para el diario argentino La Nación una serie de cuentos breves llamada "Historias de otro tiempo".
En 2024 presentó, en la 48.º Feria Internacional del Libro de Buenos Aires, su novela más reciente: La hechicera de Asturia, una historia de guerra, romance y aventura, situada en la conquista de Hispania por la Roma del siglo I a. C.
La escritura de Gloria V. Casañas se caracteriza por una exhaustiva investigación histórica. Con más de 500 mil ejemplares vendidos, se ha consolidado como una referente de la literatura en habla hispana.
El 27 de agosto de 2024, Gloria V. Casañas fue declarada Personalidad Destacada en el ámbito de la Cultura por la Legislatura de la Ciudad Autónoma de Buenos Aires.

## Novelas
- En alas de la seducción, Plaza & Janés, 2008.
- La maestra de la laguna, Plaza & Janés, 2010.
- Yporâ, Plaza & Janés, 2011.
- El ángel roto, Penguin Random House, 2012.
- La canción del mar, Penguin Random House, 2013.
- Por el sendero de las lágrimas, Penguin Random House, 2014.
- La salvaje de Boston, Penguin Random House, 2016.
- Noche de luna larga (Tres lunas de Navidad), Plaza & Janés, 2016
- Luna quebrada (Tres lunas de Navidad), Plaza & Janés, 2017
- La mirada del puma, Penguin Random House, 2018.
- Sombras en la luna (Tres lunas de Navidad), Plaza & Janés, 2018.
- En el huerto de las Mujercitas, Penguin Random House, 2019.
- Corazón de amazonita, Plaza & Janés, 2021.
- La hechicera de Asturia, Penguin Random House, 2024.

## Cuentos
- Historias de otro tiempo. Serie de relatos breves para el diario La Nación, 2017-2021.[18]
- Lágrimas de sal. Incluido en la antología Ay, amor, Penguin Random House, 2014.
- El abrazo del tigre. Incluido en la antología Ay, pasión, Penguin Random House, 2020.
- La aurora. Incluido en la antología Ay, pecados, Penguin Random House, 2022.